# Anomis fuscostigma
Anomis fuscostigma är en fjärilsart som beskrevs av Cockerell. Anomis fuscostigma ingår i släktet Anomis och familjen nattflyn. Inga underarter finns listade i Catalogue of Life.